# Лук'яновка (Прокоп'євський округ)
Лук'я́новка (рос. Лукьяновка) — присілок у складі Прокоп'євського округу Кемеровської області, Росія.

## Населення
Населення — 115 осіб (2010; 145 у 2002).
Національний склад (станом на 2002 рік):
- росіяни — 79 %